# Annicka (travhäst)
Annicka, född 21 april 2005 på Ekeby gård i Tystberga i Södermanlands län, är en svensk varmblodig travhäst. Hon tävlade mellan åren 2008–2012, och tränades och kördes av Jörgen Westholm under hela sin tävlingskarriären. Annicka sprang totalt in 2,9 miljoner kronor på 53 starter, varav 15 segrar, 7 andraplatser och 4 tredjeplatser. Hennes största seger tog hon i Svenskt Trav-Oaks (2008). Bland hennes främsta meriter räknas även andraplatsen i Breeders' Crown (2008).

## Karriär
Annicka tävlingsdebuterade som treåring den 4 april 2008 på Rättviks travbana, i ett lopp som hon vann med 1,5 längd. Samma säsong ton hon sin karriärs största seger i Svenskt Trav-Oaks på Solvalla, där hon även var favoritspelad på toton, samt kom på andraplats i Breeders' Crown för treåriga ston.
Annicka tävlade totalt i 4 länder, Sverige, Norge, Finland och Nya Zeeland. I Norge slog hon även banrekord på Bjerke Travbane.
Efter tävlingskarriärens slut har hon varit aktiv som avelssto på Ekeby gård i Tystberga som hon föddes på.